# Colladeta de l'Osso
La Colladeta de l'Osso és una collada que es troba en el terme municipal de la Vall de Boí, a la comarca de l'Alta Ribagorça, i dins del Parc Nacional d'Aigüestortes i Estany de Sant Maurici.

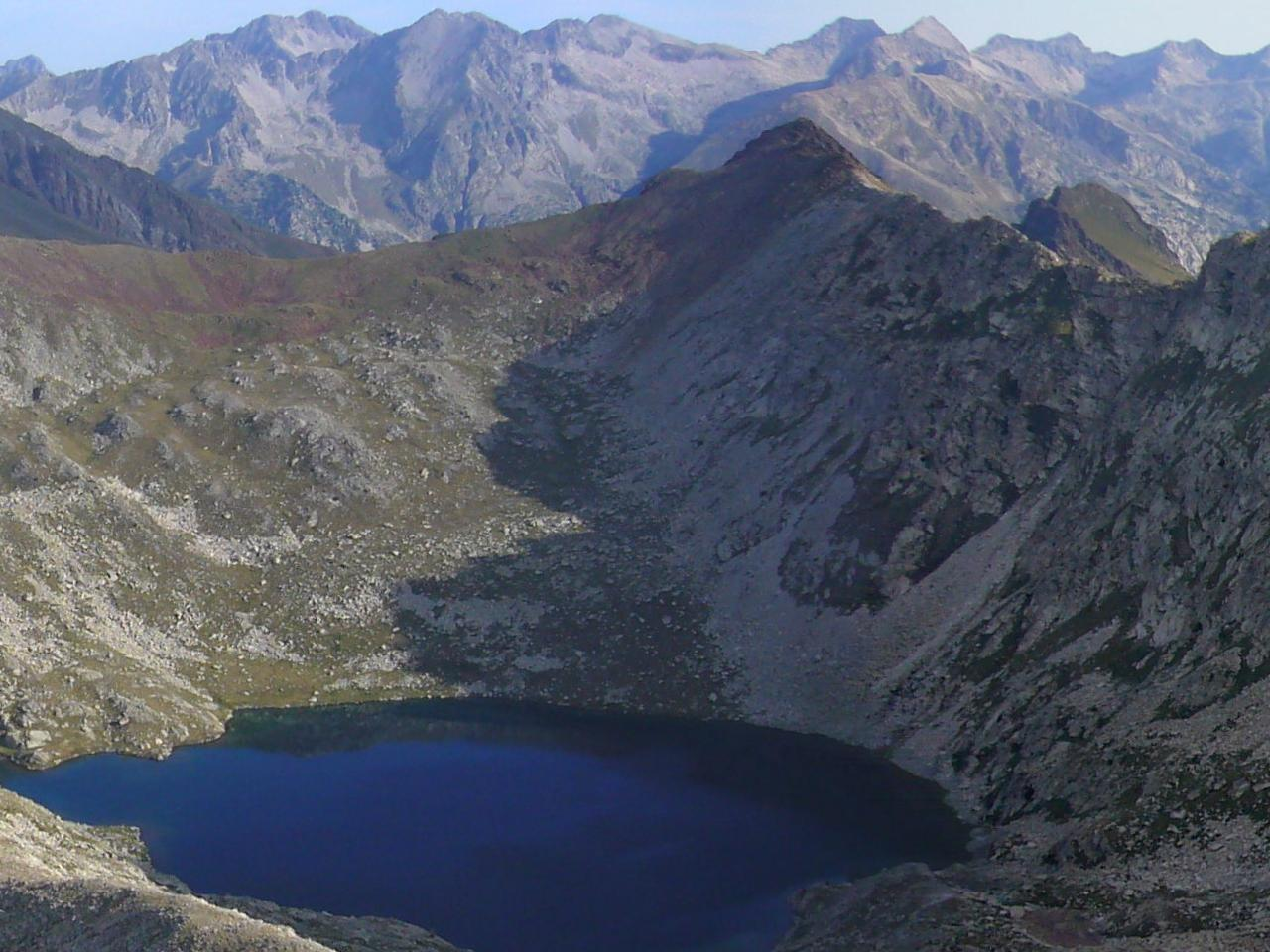
(Imatge amb anotacions)

El coll està situat a 2.675,4 metres d'altitud, entre el Pic Roi al nord-oest i el Pic Gran del Pessó al sud-oest; comunica la Coma del Pessó (SO) i la Cometa de les Mussoles de la Vall de les Mussoles (NE).

## Rutes
La ruta surt del Planell de Sant Esperit resseguint la riba esquerra del Barranc de Llacs, fins a trobar i seguir, cap al sud-est, el Barranc de les Mussoles. Al trobar el punt on desaigua el Barranc de la Cometa de les Mussoles, la ruta ressegueix aquest barranc direcció sud fins a coronar la collada que es troba entre els pics de les Mussoles i Gran del Pessó; des d'on es pren direcció cap al nord-oest pel vessant septentrional d'aquest últim pic, fins al coll.